# 黄竹仔
黄竹仔（学名：Bambusa mutabilis）为禾本科簕竹属下的一个种。

## 扩展阅读
- 維基物種上的相關：黄竹仔